# Le Bousquet
Le Bousquet település Franciaországban, Aude megyében. Lakosainak száma 44 fő (2022. január 1.). Le Bousquet Bessède-de-Sault, Counozouls, Escouloubre, Roquefort-de-Sault, Mosset, Puyvalador, Réal és Sansa községekkel határos.

## Népesség
A település népessége az elmúlt években az alábbi módon változott:
| Lakosok száma | 68   | 39   | 52   | 48   | 43   | 42   | 44   | 47   | 48   | 44   |
|               | 1968 | 1982 | 1990 | 2006 | 2013 | 2015 | 2017 | 2019 | 2020 | 2022 |